# Théodore Dubé
Pour les articles homonymes, voir Dubé.
Louis-Théodore Dubé, né à Saint-Roch-des-Aulnaies au Québec le 7 avril 1861 et mort le 8 septembre 1943 à Paris (17e arrondissement), est un peintre français d'origine canadienne.

## Biographie

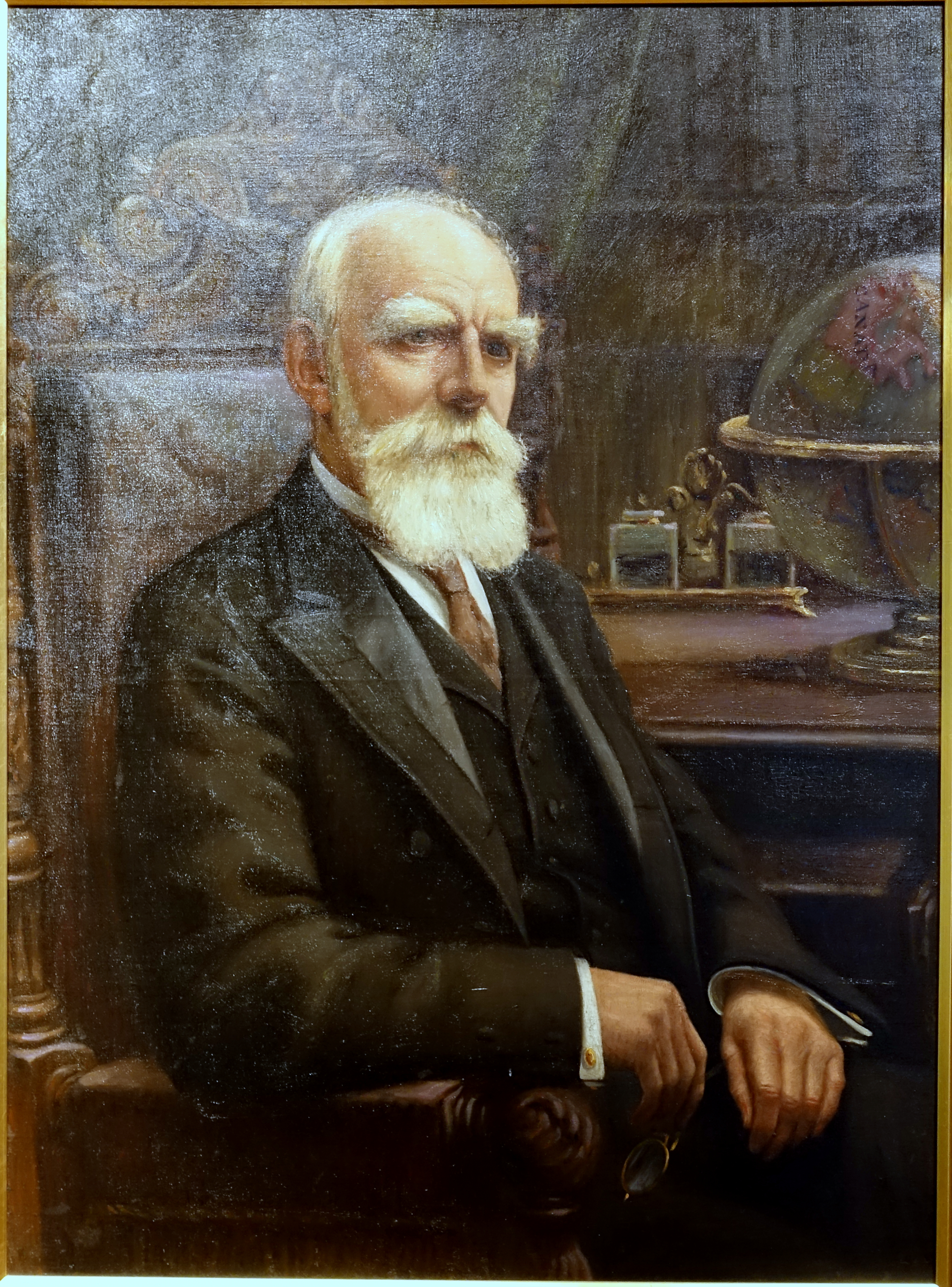
Portrait de Donald Alexander Smith (vers 1900), huile sur toile, Montréal, Château Ramezay).

Élève du Conseil des arts et manufactures de Montréal, il étudie aussi à Boston et enseigne brièvement à l’École de dessin de Montréal avant de reprendre ses études à Paris en 1886 où il est élève de Jean-Léon Gérôme, Benjamin-Constant et Jules Lefebvre.
Il épouse en 1888 l'américaine Martha Jane Thweatt et se fait connaître avec elle en produisant des portraits à l'Hôtel Windsor de Montréal (1892). Membre de l'Art association of Montreal en 1892, 1903 et 1913, il ouvre en 1892 un atelier à New York. Il y réalise une grande peinture pour le palais de justice d'Albany (New York). Les Dubé passent alors à New York pour des « artistes français connus » (ils n’étaient pourtant pas encore naturalisés).
En 1900, Théodore Dubé présente à l'Exposition universelle de Paris une Chasse aux bisons parmi onze autres envois. De retour à New York en novembre 1905, les Dubé ont de nombreuses commandes. Théodore expose aussi à l'Académie royale canadienne en 1904 et 1911.
Essentiellement connu comme portraitiste et miniaturiste, il expose au Salon des artistes français dès 1895 et y reçoit une mention honorable en 1932 pour un portrait de sa fille Théodora. En 1929, il y présente la toile La Dentellière.
En 1912, le couple Dubé perd leur unique enfant Theodora de la tuberculose. Mattie Dubé cesse alors définitivement de peintre.
Naturalisé français en 1923, Théodore Dubé fut aussi très connu comme copiste, en particulier de Jean-François Millet, de Charles Gleyre et de Murillo.
Il est inhumé avec son épouse et leur fille au cimetière du Père Lachaise.